# Afriberina fasciata
Afriberina fasciata är en fjärilsart som beskrevs av Gustav Fridolin Albers och Warnecke 1941. Afriberina fasciata ingår i släktet Afriberina och familjen mätare. Inga underarter finns listade i Catalogue of Life.